# Caloenas maculata
Il piccione di Liverpool (Caloenas maculata J. F. Gmelin, 1789), chiamato anche piccione verde macchiato, è un uccello estinto della famiglia dei Columbidi, dalla provenienza sconosciuta.

## Descrizione

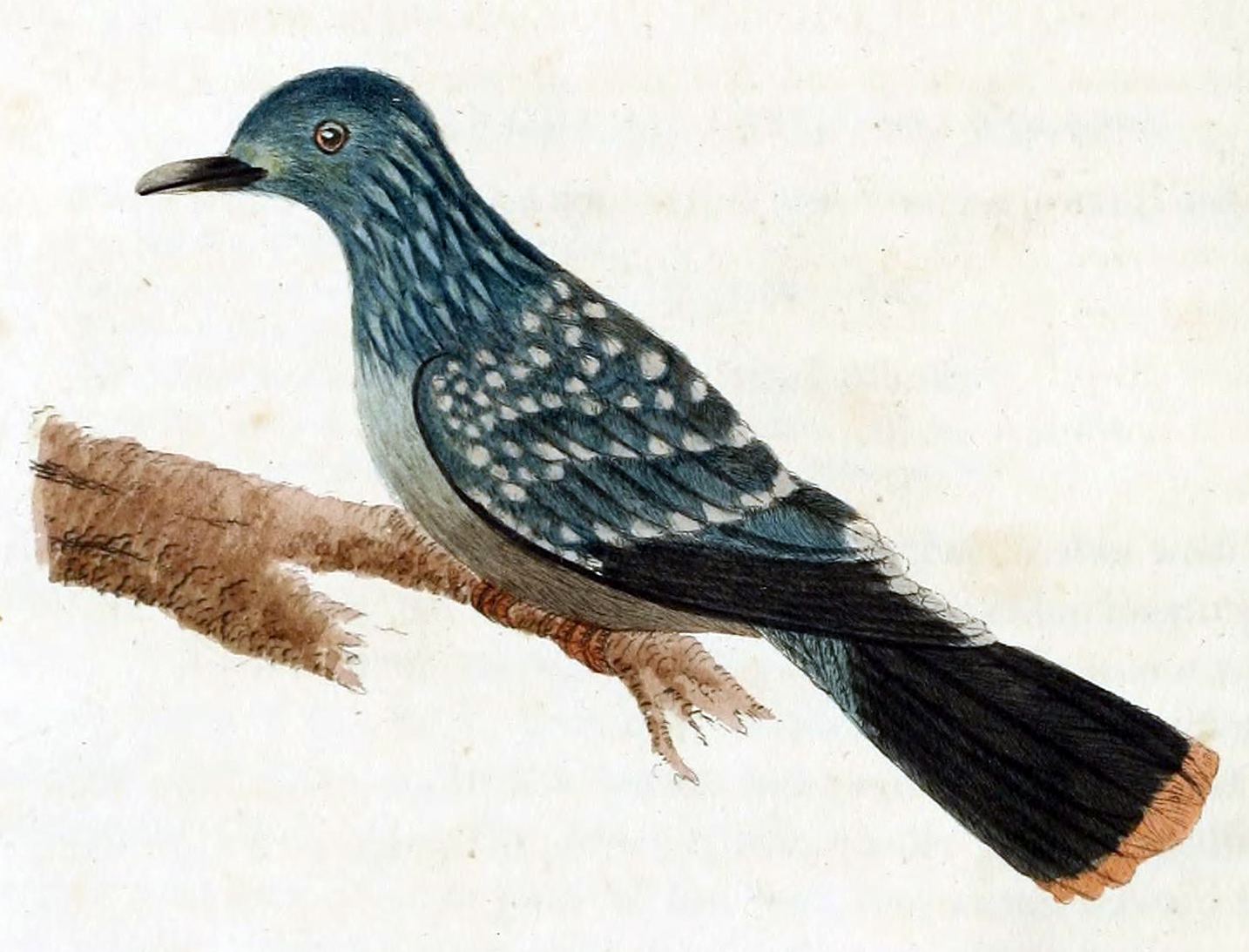
Illustrazione del 1823.

Il piccione di Liverpool viene citato per la prima volta nell'opera A General Synopsis of Birds (1783) di John Latham e descritto scientificamente da Johann Friedrich Gmelin nel 1789. Raggiungeva una lunghezza di 32 cm. L'ala era lunga 175 mm, la coda 126 mm, il becco 20 mm e il tarso 33 mm. Il collo era caratterizzato da penne allungate. Le penne di ali e dorso erano ornate da macchie color crema, così come la banda situata all'estremità della coda. Zampe e piedi erano rossastri. Alla base del becco vi era una protuberanza. Il piccione di Liverpool aveva brevi ali arrotondate. Basandosi sulle penne allungate del collo John Latham ipotizzò che fosse imparentato con il piccione delle Nicobare e Lord Rothschild lo considerò addirittura un esemplare aberrante di questa specie. È probabilmente a causa dell'influenza di quest'ultimo che tale veduta ha continuato ad essere accettata successivamente da molti autori successivi. Ciononostante, esso differiva molto dal piccione delle Nicobare.

## Conservazione
La provenienza e le cause della scomparsa di questa specie rimangono sconosciute. Gli studiosi hanno ipotizzato che vivesse su un'isola dove non fossero presenti grandi predatori, date le ridotte dimensioni delle ali. È anche possibile che vivesse nelle foreste, data la colorazione verde marezzata. L'ornitologo David Gibbs ha inoltre ipotizzato che questo uccello provenisse da un'isola del Pacifico, dal momento che nel 1928 gli abitanti di Tahiti accennarono a un misterioso uccello a macchie bianche e verdi chiamato titi, che potrebbe essersi trattato proprio di questo piccione. Tuttavia, il paleontologo David Steadman ha messo in dubbio questa ipotesi, facendo notare che il nome titi viene utilizzato per indicare varie specie della Polinesia Francese, in particolare alcuni Procellariidi. Nel 1851, un esemplare giovane giunse alla collezione museale del Conte di Derby a Knowsley Hall, e attualmente è in mostra al World Museum di Liverpool. Un secondo esemplare, catturato tra il 1783 e il 1823, è andato perduto. BirdLife International ha aggiunto il piccione di Liverpool all'elenco delle specie avicole scomparse nel 2008.